# Брестовець (Рогашка Слатина)
Брестовець (словен. Brestovec) — поселення в общині Рогашка Слатина, Савинський регіон, Словенія. Висота над рівнем моря: 298,7 м.